# 綠區 (名古屋市)
綠區（日语：／ Midori ku */?）為位於日本愛知縣名古屋市東南部的區，轄區主要位於天白川以南，境內主要為丘陵地；現為名古屋市人口最多的區。

## 歷史

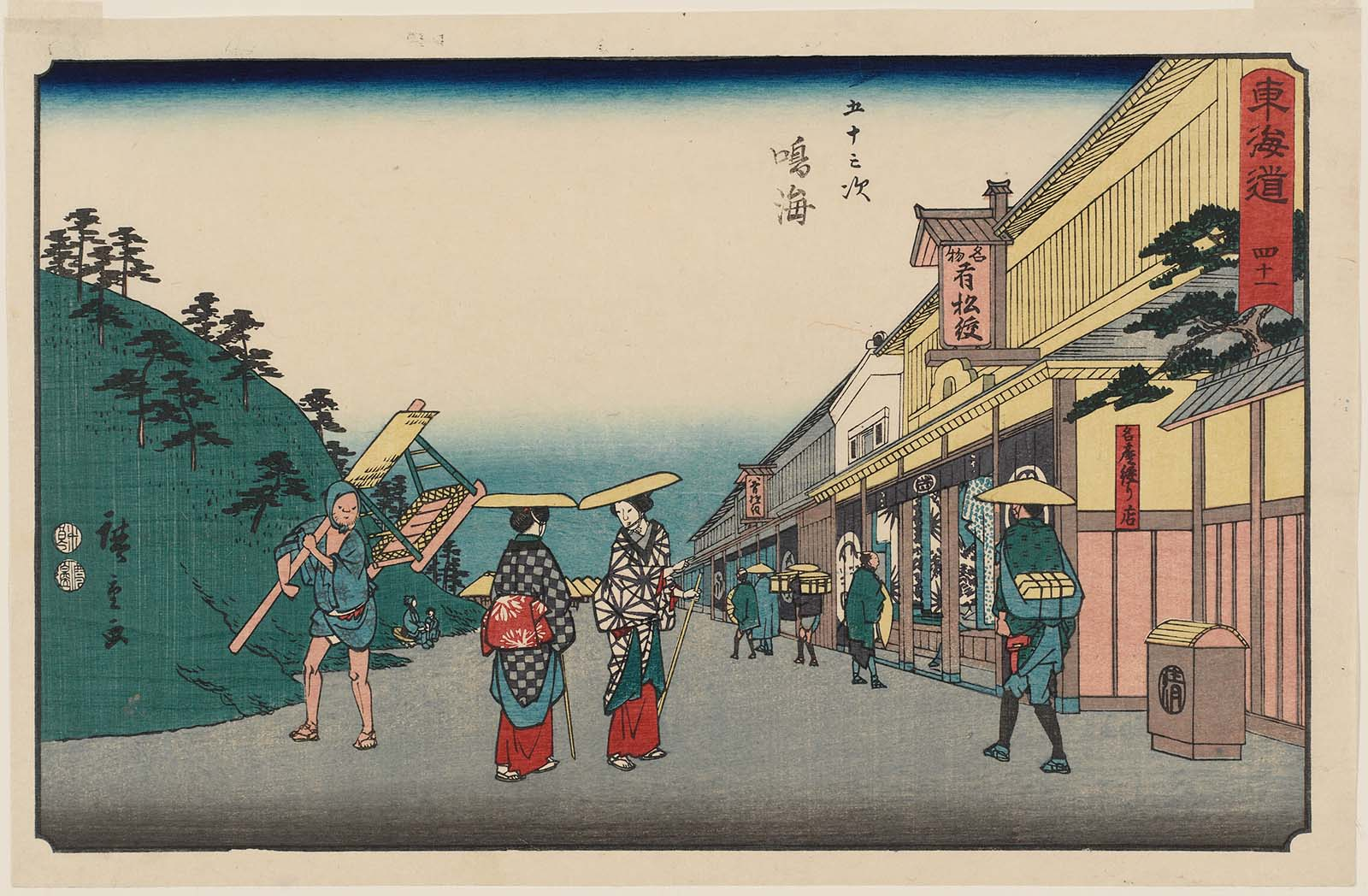
東海道 鳴海宿（『東海道五十三次（隷書東海道）』）

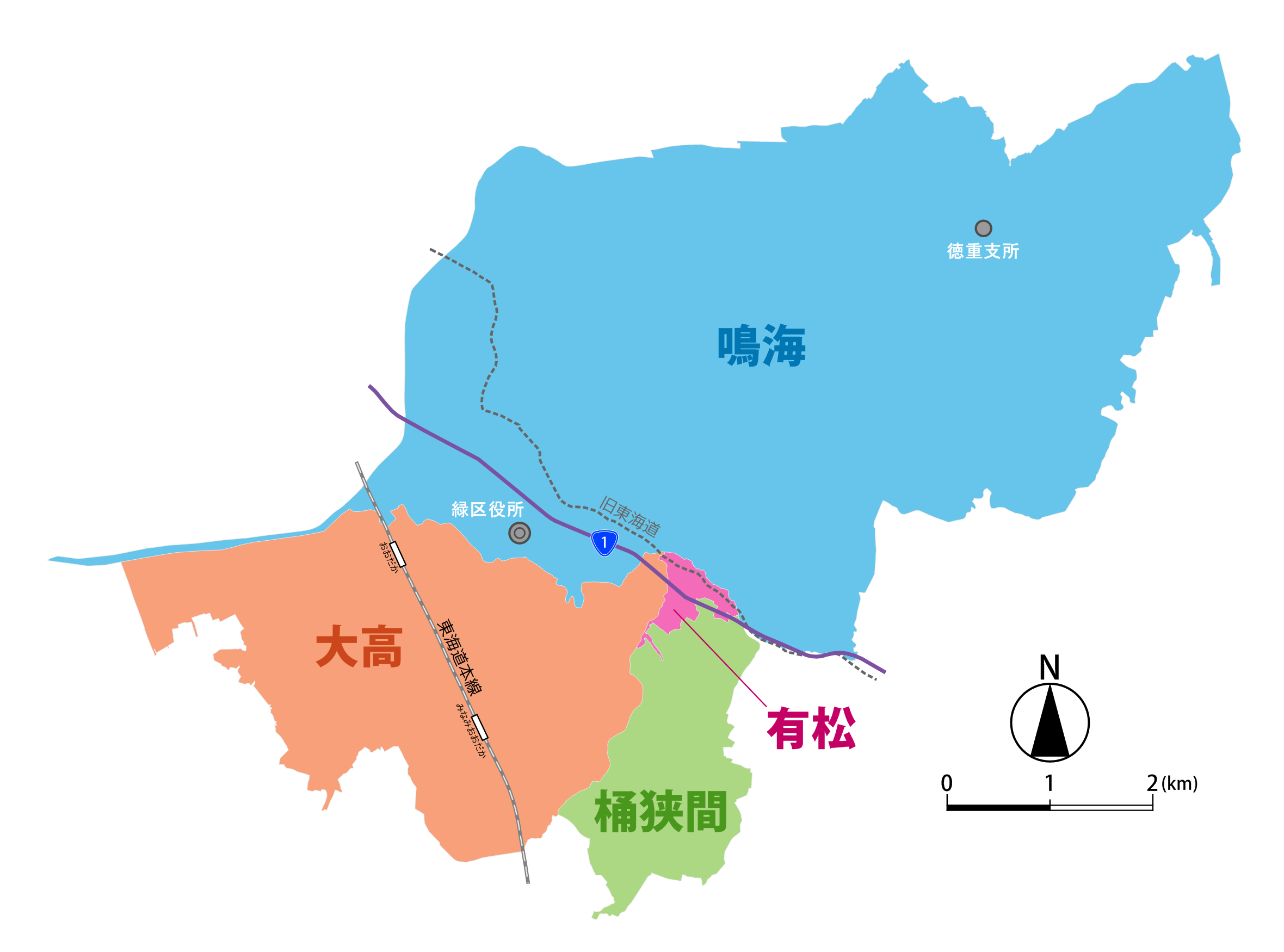
綠區在1889年時的行政區劃圖

在令制國時代時本地大部分區域都是屬於尾張國愛知郡，僅最南端屬於知多郡；由於位於尾張國鄰近三河國處，過去在此曾建有大高城、鳴海城。16世紀中織田信長崛起擊敗今川義元的桶狹間之戰，由於戰事涉及大高城、鳴海城及附近的沓掛城，因此關鍵的「桶狹間」即被推斷可能就位於轄內南端的有松町桶狹間地區。
17世紀進入江戶時代後，大部分區域都成為尾張藩的領地，本地也成為東海道五十三次的宿場鳴海宿；19世紀末明治維新實施廢藩置縣後改隸屬名古屋縣，在1872年的第一次府縣整併後繼續隸屬新整併而成的名古屋縣，而名古屋縣在四個月後更名為愛知縣。
1878年名古屋城下的區域設立為名古屋區，名古屋區在1889年成為名古屋市，而現在的綠區在當時仍未屬於名古屋市，而是分屬鳴海町、大高町、有松村及桶狭間村。其中桶狭間村雖然在1892年一度被併入南側位於現在大府市的共和村，不過在隔年又改併入由有松村升格改制而成的有松町。
1863年鳴海町併入名古屋市，並直接將原鳴海町的範圍設置為綠區，隔年大高町及有松町也被併入名古屋市，並直接劃入綠區。

## 交通

### 鐵路
- 東海旅客鐵道
  - 東海道本線：（←大府市） - 南大高車站 - 大高車站 - （名古屋市南區→）
  - 東海道新幹線：（←大府市） - （通過轄內但未設置車站） - （名古屋市南區→）
- 名古屋鐵道
  - 名古屋本線：（←豐明市） - 中京競馬場前車站 - 有松車站 - 左京山車站 - 鳴海車站 - （名古屋市南區→）
- 名古屋市營地下鐵
  - 櫻通線：（←名古屋市天白區） - 相生山車站 - 神澤車站 - 德重車站

## 外部連結
- （日語） 緑区 みどりっち的Facebook專頁
- （日語） 緑区　みどりっち的Instagram帳戶